# Annika Kost
Annika Kost (geb. Paszehr; * 22. Oktober 1991) ist eine deutsche Fußballschiedsrichterin.

## Werdegang
Kost machte ihre Schiedsrichterlizenz 2007, seit 2011 ist sie DFB-Schiedsrichterin. Sie pfeift für den Verein Holzpfosten Schwerte. Seit der Saison 2012/13 ist sie Teil des Kaders der Schiedsrichterassistentinnen der Frauen-Bundesliga.
Am 4. Juli 2020 wurde Kost als Assistentin im DFB-Pokalfinale der Frauen im Gespann um Schiedsrichterin Nadine Westerhoff bei der Partie VfL Wolfsburg gegen SGS Essen eingesetzt.
In der Saison 2021/22 leitete sie probeweise erste Spiele als Schiedsrichterin in der Frauen-Bundesliga. Ihre erste Spielleitung hatte sie mit der Partie FC Carl Zeiss Jena gegen den SC Freiburg (1:5) am 10. Oktober 2021. Seit der Saison 2022/23 ist sie auch fester Teil des Kaders.
Im Männerbereich pfeift Kost seit der Saison 2020/21 Spiele in der Oberliga Westfalen, seit der Saison 2022/23 auch in der Regionalliga West.
Am 1. Mai 2025 leitete sie das DFB-Pokalfinale der Frauen 2025 zwischen dem FC Bayern München und Werder Bremen.
Kost ist Leiterin des Kinder- und Jugendsports beim TSC Eintracht Dortmund und lebt in Schwerte.